# گری تیلور-فلچر
گری تیلور-فلچر (انگلیسی: Gary Taylor-Fletcher؛ زادهٔ ۴ ژوئن ۱۹۸۱) بازیکن فوتبال اهل بریتانیا است.
از باشگاه‌هایی که در آن بازی کرده است می‌توان به باشگاه فوتبال هادرزفیلد تاون، باشگاه فوتبال شفیلد ونزدی، باشگاه فوتبال هال سیتی، باشگاه فوتبال ترانمره راورز، باشگاه فوتبال لستر سیتی، باشگاه فوتبال میلوال، باشگاه فوتبال داگنم و ردبریج، باشگاه فوتبال لینکولن سیتی، باشگاه فوتبال بلکپول، باشگاه فوتبال نورتویچ ویکتوریا، باشگاه فوتبال لیتون اورینت، و باشگاه فوتبال گرایس اتلتیک اشاره کرد.